# 콜럼버스의 교환

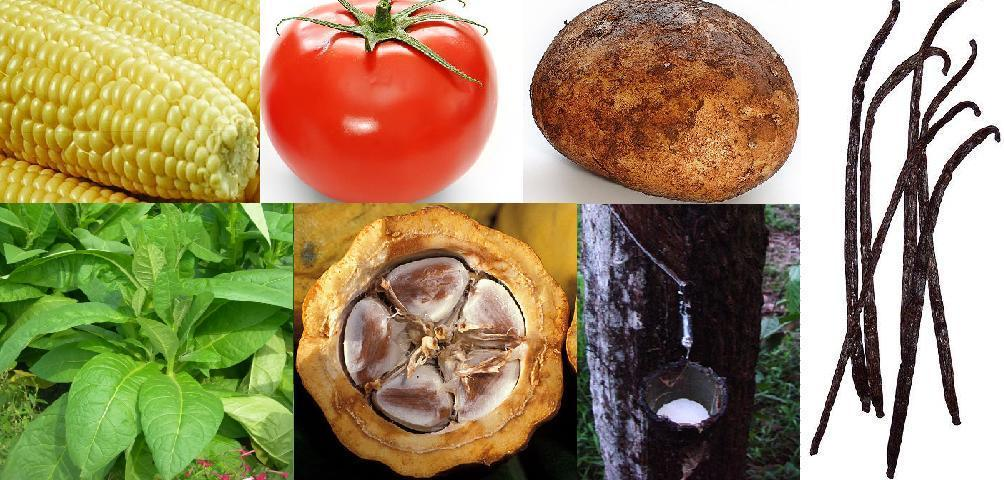
신대륙의 자생종. 좌상단부터 시계방향순 1. 옥수수 (Zea mays) 2. 토마토 (Solanum lycopersicum) 3. 감자 (Solanum tuberosum) 4. 바닐라 (Vanilla) 5. 파라고무나무 (Hevea brasiliensis) 6. 카카오 (Theobroma cacao) 7. 담배 (Nicotiana rustica)

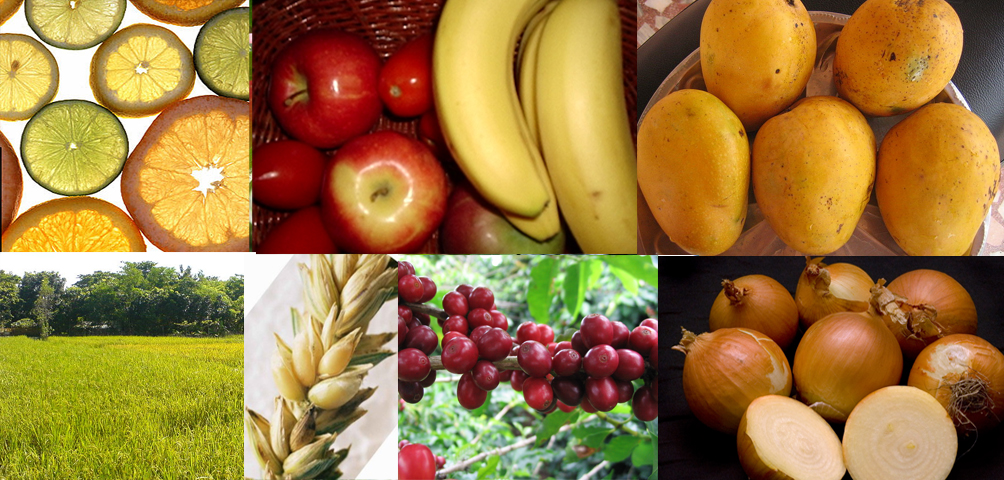
구세계의 자생종. 좌상단부터 시계방향순 1. 귤속 (Rutaceae); 2. 사과 (Malus domestica); 3. 바나나 (Musa); 4. 망고 (Mangifera); 5. 양파 (Allium); 6. 커피 (Coffea); 7. 밀 (Triticum spp.); 8. 쌀 (Oryza sativa)

콜럼버스의 교환(Columbian Exchange)은 1492년 크리스토퍼 콜럼버스가 신대륙을 발견한 이후 신대륙과 구대륙 사이에서 교류로 인해 발생한 동식물, 사람, 문화, 질병, 기술, 종교, 사상 등 광범위한 상호 이동과 이에 따른 생태학적 변화를 말한다. 유라시아와 아메리카 사이에 교류가 이뤄지면서 이동과 교환으로 인하여 서로 다른 장소 간의 사회와 문화가 상호 변화과정을 거친다는 역사적 의미를 담고 있다. 어떤 교류는 목적이 있었고, 어떤 교류는 우발적이었거나 의도하지 않았다.
이 용어는 1960년대 후반 알프레드 W. 크로스비(Alfred W. Crosby)가 <콜럼버스가 바꾼 세계>라는 책에서 처음으로 사용된이후 1990년대들어 미국사와 세계사 교과서에 실리기 시작했다. 1492년 콜럼버스가 아메리카에 도착한 이후 광범위하게 이루어진 유라시아 대륙과 아메리카 대륙간 교류가 이루어졌는데, 신구대륙간에 농작물, 가축 등은 의도적 교환으로 이루어졌으나 홍역, 천연두, 매독 같이 의도하지 않게 미생물과 감염병도 옮겨지며 신대륙에 급격한 인구 감소를 초래하는 등 두 대륙간 영향을 주고 받는 것을 의미한다.
환경사적으로 콜럼버스의 교환은 비등가 교환이다. 구대륙의 생물은 신대륙에서 생태계를 지배하며 크게 번창한 것에 반해, 신대륙의 생물은 구대륙에서 소수만이 자리 잡았다. 예외적으로 토마토, 감자, 옥수수 등 유럽인들이 신대륙에서 구대륙으로 가져간 작물은 유럽뿐만 아니라 세계적으로도 매우 중요한 식량원이 되었다. 구대륙에서는 밀, 쌀, 커피, 사탕수수가 중요한 작물이 되었고, 동물을 식용으로만 썼던 아메리카인들에게는 교통수단으로 동물을 사용하는 유럽인에게서 좋은 영향을 받기도 했다.
아메리카에서 유럽으로 들여온 것들의 예로는 칠면조, 호박, 파인애플, 카카오, 콩, 바닐라, 옥수수, 토마토, 감자, 땅콩, 카사바, 피망, 고구마, 담배, 고추 등이 있고, 유럽에서 아메리카로 들여온 것은 양파, 올리브, 커피, 복숭아, 배, 꿀벌, 바나나, 사탕수수, 포도, 양, 돼지, 말, 쌀, 밀 등이 있다. 또한 유럽인들은 아메리카원주민들에게 질병을 전염시켰다. 그 대표적인 예로는 수두와 장티푸스가 있다. 그 영향으로 인디언(원주민)들의 숫자는 80%가 줄어들었다.
유럽 식민지 개척자들과 아프리카 흑인 노예들이 아메리카 대륙의 원주민들을 대체하며 신대륙은 구대륙인들에 의해 식민지화가 진행되었다. 남미대륙에서 생산된 은은 전세계로 유통되어 기축통화로 사용될 정도로 그 양이 많았고 특히 중국에도 신대륙에서 생산된 은이 많이 유입되었다.

## 같이 보기
- 신대륙 작물

## 추가 문헌
- [SBS Biz 날리지 knowledge] 콜럼버스의 항해가 불러온 나비효과